# The Modern Lovers
The Modern Lovers waren een Amerikaanse rockgroep geleid door Jonathan Richman in de jaren 70 en '80. De muziekstijl van de band wordt ook gerekend tot de protopunk.
De originele band, die bestond van 1970 tot 1974, maar waarvan de opnamen pas later werden uitgebracht, was zeer invloedrijk. Hun klassieke album The Modern Lovers bevatte emotionele liedjes over afspraakjes, het opgroeien in Massachusetts, en de liefde voor het leven. De klank van de band was voor een groot deel te danken aan de invloed van de The Velvet Underground, maar wees ook de weg naar de punk, new wave en indierock van de volgende decennia.

## Discografie

### The Modern Lovers
- The Modern Lovers (1976)
- The Original Modern Lovers (1981)

### Jonathan Richman and the Modern Lovers
- Jonathan Richman and the Modern Lovers (1976)
- Rock 'n' Roll with the Modern Lovers (1977)
- Modern Lovers 'Live' (1978)
- Back in Your Life (1979)
- Jonathan Sings! (1983)
- Rockin' and Romance (1985)
- It's Time For … (1986)
- Modern Lovers 88 (1988)

### NPO Radio 2 Top 2000
| Nummer met noteringen in de NPO Radio 2 Top 2000 | '99  | '00  | '01  | '02-'03 | '04  |
| ------------------------------------------------ | ---- | ---- | ---- | ------- | ---- |
| Egyptian Reggae (met Jonathan Richman)           | 1686 | 1432 | 1927 | -       | 1972 |

1. ↑  Een '-' betekent dat het nummer niet was genoteerd en een vetgedrukt getal geeft de hoogste notering aan.
2. ↑  Deze tabel is bijgewerkt tot en met de laatste editie (2024).